# Limousine Life
Limousine Life è un film muto del 1918 diretto da John Francis Dillon. La sceneggiatura si basa sull'omonimo racconto di Ida M. Evans pubblicato su Red Book Magazine nell'ottobre 1917.

## Trama
Minnie Wills lascia Three Oaks, la piccola città di provincia dove è nata e dove vive anche Jed, il suo ragazzo, per trasferirsi a Chicago dove trova lavoro come modella in un negozio di moda. La sua innocente bellezza attira l'attenzione di Moncure Kelts, un ricco playboy, che comincia a farle una corte pressante. Lei presto cede e i due si fidanzano. Ma, in poco tempo, Moncure perde ogni interesse per Minnie che non solo gli diventa sempre più indifferente, ma anche insopportabile. Disperato, volendo liberarsi di lei, accetta di pagare per la rottura del fidanzamento: Minnie, freddamente, accetta come rimborso una limousine, un guardaroba e un bell'assegno. Poi se ne torna a Three Oaks. Jed, felicissimo di rivederla, le chiede di sposarlo. Dopo le nozze, Minnie lo convince a stabilirsi a Chicago dove Jed mette su un'azienda. Gli affari vanno molto bene. Un giorno, la coppia felice incontra per strada Moncure: Minnie non perde l'occasione per ringraziare l'uomo che è stato quello che ha dato il via alla loro nuova vita.

## Produzione
Il film fu prodotto dalla Triangle Film Corporation.

## Distribuzione
Distribuito dalla Triangle Distributing, il film uscì nelle sale cinematografiche statunitensi il 3 febbraio 1918.
Non si conoscono copie ancora esistenti della pellicola che viene considerata presumibilmente perduta.